# Saint-George
Saint-George es una comuna suiza del cantón de Vaud, situada en el distrito de Nyon. Limita al norte y este con la comuna de Gimel, al sur y oeste con Longirod, y al extremo noroeste con Le Chenit.
Hasta el 31 de diciembre de 2007 la comuna formó parte del distrito de Aubonne, círculo de Gimel.